# Paliano, Lazio
Paliano är en stad och kommun i provinsen Frosinone i den italienska regionen Lazio. Staden har anor från 200-talet e.Kr. Bland stadens sevärdheter återfinns kyrkan Sant'Andrea och Palazzo Colonna.

## Frazioni
Paliano består av elva frazioni: Cappuccini, Castellaccio, Jo Colle, Martinaccio, Mole, Poggio Romano-Palianese sud, San Procolo-Cimate, Santa Maria Pugliano, Sant'Andrea, Sant'Anna och Terrignano.

## Bilder
| - Kyrkan Sant'Andrea. |